# Ormia rosenoi
Ormia rosenoi là một loài ruồi trong họ Tachinidae.